# Lisia Góra, Voivodato de Pequeña Polonia
Lisia Góra [ˈliɕa  ˈꞬura] es una aldea del condado de Tarnów, voivodato de Pequeña Polonia, en el sur de Polonia. Según el censo de 2011, tiene una población de 3.139 habitantes.
Es la capital del gmina (distrito administrativo) de Lisia Góra. Está ubicado aproximadamente a 7 kilómetros (4 mi) al norte de Tarnów y 78 kilómetros (48 mi) al este de la capital regional, Cracovia.